# Drăgan Muntean
Drăgan Muntean (n. 18 aprilie 1955, Poienița Voinii, județul Hunedoara, Republica Populară Română – d. 20 aprilie 2002, Târgu Mureș, județul Mureș, România) a fost un cunoscut solist vocal de folclor muzical românesc din Ardeal. Caracteristice pentru repertoriul său au fost cântecele spațiului natal, din Ținutul Pădurenilor Hunedoarei. Artistul s-a bucurat de o deosebită popularitate într-o carieră care a durat 20 de ani. El s-a stins din viață la 20 aprilie 2002, în urma unui accident vascular cerebral. Înregistrările sale constituie documente importante ale cântecului popular românesc.

## Melodii
- De-aș avea mândră să-mi placă
- Feciorii din poieniță
- Doamne, atât mi-i de greu
- Drag mi-i să mă duc la fân
- Nu știu, mândră, ce-are luna
- Mândruță, de dorul tău
- Bate vântul printre duzi
- Lele din Orăștie
- Nici un dor nu-mi vine greu
- Sara bună, bade Ioane
- Dă-i, Doamne, mândrii noroc
- Eu cânt pădurenilor
- Care om n-are pe nimeni

## Discografie (selecțiune)
- Pe la noi din Pădureni (2002)